# Cytherura atra
Cytherura atra är en kräftdjursart som beskrevs av Georg Ossian Sars 1866. Cytherura atra ingår i släktet Cytherura och familjen Cytheruridae. Arten är reproducerande i Sverige. Inga underarter finns listade i Catalogue of Life.